# Victoria Chaplin Thierrée
Pour les articles homonymes, voir Chaplin (homonymie) et Thierrée.
Victoria Chaplin née le 19 mai 1951 à Santa Monica (États-Unis) est une actrice et costumière britannique. Elle est la fille de l'acteur Charlie Chaplin et d'Oona O'Neill, la sœur cadette de l'actrice Geraldine Chaplin et la mère de l'acteur français James Thierrée.

## Biographie
Née à Santa Monica en 1951, elle  grandit en Suisse. Elle rencontre son époux Jean-Baptiste Thierrée en 1969, avec qui elle crée le Cirque Bonjour, puis le Cirque imaginaire qui devient par la suite le Cirque invisible. Elle avait à cette époque travaillé à un projet de film avec son père, The Freak, qui est resté inachevé.
Ils sont parmi les pionniers du Nouveau cirque et inspirateurs d'autres troupes comme le Cirque du Soleil. Leur fils, James Thierrée qui a débuté enfant sur la piste du Cirque bonjour, est également acteur et artiste de cirque au sein de la Compagnie du hanneton qu'il a fondée. Leur fille Aurélia Thierrée, également artiste de cirque, a débuté aussi avec ses parents. Juliette Thierrée leur fille aînée est également artiste.
En 2003, Victoria et sa fille créent un spectacle L'Oratorio d'Aurélia joué au Théâtre du Rond-Point à Paris.

## Filmographie
- 1967 : La Comtesse de Hong-Kong (A Countess from Hong Kong) de Charlie Chaplin
- 1971 : Les Clowns (I clowns) de Federico Fellini
- 1989 : Le Cirque imaginaire (série télévisée)

## Distinctions
- Prix SACD en 2002
- Molières 2006 : Molière du créateur de costumes pour La Symphonie du hanneton